# Nematus olfaciens
Nematus olfaciens – gatunek błonkówki  z rodziny pilarzowatych i podrodziny Nematinae.
Gatunek ten opisany został w 1953 roku przez Roberta B. Bensona. Wcześniej nie był odróżniany od brzęczaka porzeczkowego.
Dorosłe osiągają 5–6,5 mm długości ciała. Ich głowa, tułów i nasada odwłoka są głównie czarne, a reszta odwłoka jest żółtawopomarańczowa. Czułki są w całości czarniawe, a odnóża żółte. Skrzydła mają brązowawe żyłki. Samice mają nadustek na przedzie wycięty co najmniej do połowy długości. Ich pokładełko jest niemal tak długie jak dwa nasadowe człony tylnych stóp razem wzięte, a jego piłkowanie jest uproszczone i pozbawione wystających zębów brzegowych. Osłonka pokładełka w widoku grzbietowym jest szeroko wyokrąglona z tyłu, a w bocznym  z tyłu zaokrąglona i bez ostrego zgięcia u wierzchołka. 
Larwa jest zielona z częściowo żółtymi: pierwszym segmentem tułowia i dwoma ostatnimi segmentami odwłoka. Czarne jest delikatne upstrzenie zielonej głowy oraz drobne, zaopatrzone w szczecinkę wzgórki na wierzchu ciała (tzw. pinakule). Część pinakul łączy się ze sobą formując większe plamy. Odwłok wyposażony jest w siedem par posuwek. W pełni wyrośnięta larwa mierzy do 20 mm długości.
Larwy są foliofagami. Do ich roślin żywicielskich należą: porzeczka zwyczajna, porzeczka czarna oraz agrest. W przypadku porzeczki czarnej notowane są jako poważne szkodniki. Dorosłe pierwszego pokolenia pojawiają się pod koniec kwietnia i w maju, a larwy tego pokolenia spotyka się w maju i czerwcu. Przepoczwarczają się w glebie. Dorosłe drugiego pokolenia pojawiają się od końca czerwca, a larwy tego pokolenia spotyka się w lipcu i sierpniu. Czasem występuje jeszcze trzecie pokolenie w ciągu roku. Zimują przedpoczwarki ostatniego pokolenia.
Gatunek prawdopodobnie szeroko rozprzestrzeniony w Europie.